# La Vila Vella
|  | No s'ha de confondre amb la Vilavella. |

La Vila Vella és un mas a uns 2 km a l'oest del nucli de Vidrà (Osona) catalogat a l'Inventari del Patrimoni Arquitectònic de Catalunya. És una masia de grans dimensions, els murs de la qual, de la mateixa manera que la seva l'estructura, reflecteixen el seu progressiu creixement al llarg dels anys. Té l'entrada principal a ponent, a la qual s'hi accedeix a través d'un portal que dona a l'era de batre, delimitada per una tàpia i un cobert, així com per la casa. En un principi la casa originària era de planta quadrangular. Aquest primer cos, però, s'hi han afegit tres edificis, amb els quals s'ha configurat una masia de grans proporcions. La teulades són de teula àrab i en tots els casos de dues vessants. Els diferents edificis conten de planta, dos pisos i golfes.
Malgrat que el celler tingui una antiguitat molt considerable, el primer dels cossos de la masia data del 1681, i va ser construïda per Joan F. Vila i Cavaller, segons es desprèn de la llinda principal. Més tard, el 1686, s'edificà el cos de ponent, i un segle després el de llevant (1756), al qual se n'afegí un altre al sud, vers el 1777. Aquesta casa va esdevenir masoveria i segona residència al construir-se el casal del Cavaller de Vidrà. La complexitat de la construcció i l'ús de la pedra vista, li donen un aire senyorial.